# Episodi di Nebbie e delitti (prima stagione)
La prima stagione della serie televisiva Nebbie e delitti è formata da 4 episodi ed è stata trasmessa in Italia su Rai 2 dal 30 novembre al 21 dicembre 2005.
| nº | Titolo                | Prima TV Italia  |
| -- | --------------------- | ---------------- |
| 1  | Il fiume delle nebbie | 30 novembre 2005 |
| 2  | L'affittacamere       | 7 dicembre 2005  |
| 3  | Bersaglio, l'oblio    | 14 dicembre 2005 |
| 4  | I misteri delle donne | 21 dicembre 2005 |